# Bolívar Espinosa
Pour les articles homonymes, voir Espinosa.
Espinosa  Serrano est un nom espagnol. Le premier nom de famille, en général paternel, est Espinosa ; le second, en général maternel, souvent omis, est Serrano.
Bolívar Gabriel Espinosa Serrano, né le 8 décembre 1996, est un coureur cycliste panaméen.

## Biographie
En 2021, il intègre la nouvelle équipe continentale Panamá es Cultura y Valores. Lors de la saison 2022, il se distingue en devenant champion du Panama sur route,. Il s'impose également sur le Tour du Panama.

## Palmarès et résultats

### Par année
- 2018
  - 2e étape de la Vuelta a Chiriquí (contre-la-montre par équipes)
- 2019
  - 3e du championnat du Panama sur route
- 2020
  - 2e du championnat du Panama sur route
  - 3e du championnat du Panama du contre-la-montre
- 2021
  - 1rea étape de la Vuelta a Chiriquí (contre-la-montre par équipes)
  - 3e du championnat du Panama du contre-la-montre
- 2022
  -  Champion du Panama sur route
  - Classement général du Tour du Panama
  -  Médaillé de bronze du championnat d'Amérique centrale du contre-la-montre
  - 3e du championnat du Panama du contre-la-montre
- 2023
  -  Champion du Panama du contre-la-montre
- 2024
  - 3e étape de la Vuelta a San Carlos
  - 3e du championnat du Panama du contre-la-montre

### Classements mondiaux
| Année                                 | 2018  | 2019  | 2020 | 2021  | 2022 | 2023 | 2024  |
| ------------------------------------- | ----- | ----- | ---- | ----- | ---- | ---- | ----- |
| Classement mondial                    | 3101e | 1772e | 754e | 1422e | 526e | 528e | 1339e |
| UCI America Tour                      | 466e  | 266e  | 54e  | 224e  | 45e  | 59e  | nc    |
|                                       |       |       |      |       |      |      |       |
| Légende : nc = non classéSource : UCI |       |       |      |       |      |      |       |